# Les Monceaux
Les Monceaux – miejscowość i gmina we Francji, w regionie Normandia, w departamencie Calvados.
Według danych na rok 2010 gminę zamieszkiwało 181 osób, a gęstość zaludnienia wynosiła 49 osób/km².